# Sonia Picado Sotela

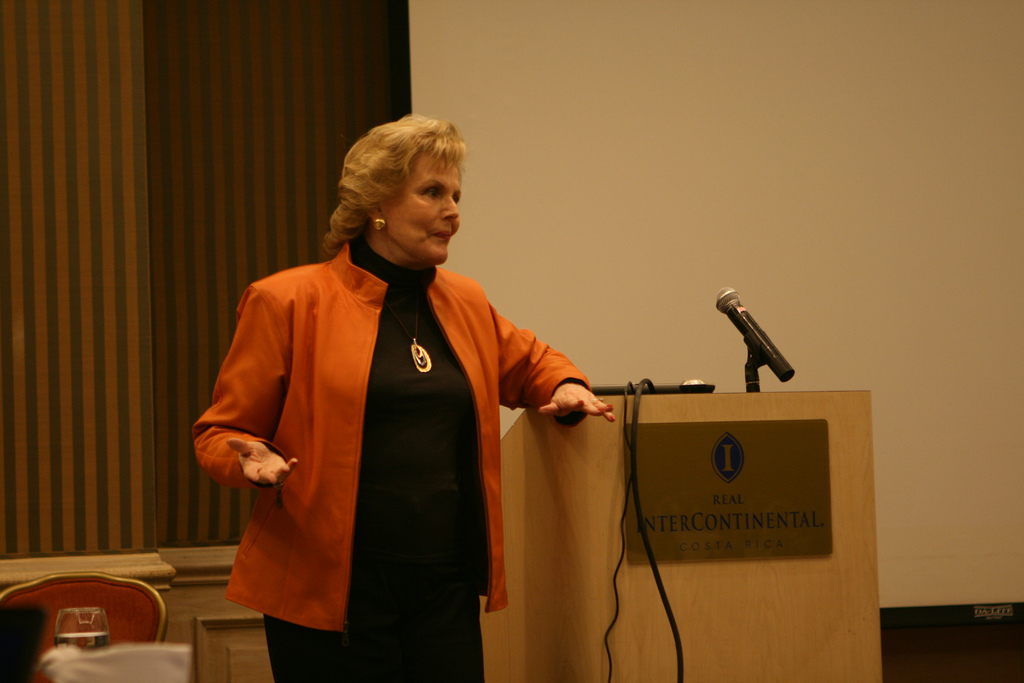
Sonia Picado Sotela (2008)

Sonia Picado Sotela (* 20. Dezember 1936 in San José) ist eine costa-ricanische Juristin und Politikerin, die von 1972 bis 2003 als Professorin an der Universidad de Costa Rica und von 1989 bis 1994 als Richterin am Interamerikanischen Gerichtshof für Menschenrechte wirkte. Für ihr Wirken wurde sie unter anderem mit dem Menschenrechtspreis der Vereinten Nationen und der Goler-T.-Butcher-Medaille ausgezeichnet.

## Leben
Sonia Picado Sotela wurde 1936 in San José geboren und absolvierte ihre juristische Ausbildung an der Universidad de Costa Rica, an der sie 1968 ihren Abschluss erlangte. Von 1972 bis 2003 war sie an dieser Hochschule als Professorin und von 1980 bis 1984 als Dekanin der juristischen Fakultät tätig. Zwischen 1984 und 1994 fungierte sie auch als Exekutivdirektorin des Interamerikanischen Instituts für Menschenrechte.
Darüber hinaus wirkte sie von 1988 bis 1994 als Richterin und Vizepräsidentin am Interamerikanischen Gerichtshof für Menschenrechte und von 1994 bis 1998 als Botschafterin ihres Heimatlandes in den Vereinigten Staaten. Außerdem ist sie Mitglied des Ständigen Schiedshofs in Den Haag. Von 1998 bis 2002 vertrat sie für die Partido Liberación Nacional, der sie von 1999 bis 2001 als Präsidentin vorstand, die Provinz San José als Abgeordnete in der Legislativversammlung von Costa Rica.
Seit 2008 gehört sie der Jury des Internationalen Nürnberger Menschenrechtspreises an.

## Auszeichnungen
Sonia Picado Sotela erhielt in Anerkennung ihres Wirkens, insbesondere zugunsten der Menschenrechte, unter anderem 1991 den Max-Planck-Forschungspreis, 1993 den Menschenrechtspreis der Vereinten Nationen und 2002 die Goler-T.-Butcher-Medaille der Amerikanischen Gesellschaft für internationales Recht. Das Elmhurst College (2000), die University of Miami (2002) und das Colby College (2003) verliehen ihr die Ehrendoktorwürde.
2014 wurde ihr der japanische mehrfarbige Orden der Aufgehenden Sonne am Band verliehen.

## Werke (Auswahl)
- Prueba legales y libre apreciación. San José 1970
- La mujer y los derechos humanos. San José 1986
- Guía de ONG de derechos humanos. San José 1991 (als Mitautorin)